# The Bitter Suite
The Bitter Suite, traducido como Una suite amarga en España y como Amargura en Hispanoamérica, es el duodécimo episodio de la tercera temporada de la serie de televisión Xena: la princesa guerrera. Se destaca por ser un episodio musical que combina humor y drama, nominado a dos premios Emmy. El compositor Joseph LoDuca fue nominado a mejor música y letra por la canción The Love of Your Love y LoDuca, junto al letrista Dennis Spiegel, fueron nominados en la misma categoría por la canción Hearts Are Hurting. Fueron la segunda y tercera nominación que consiguió LoDuca gracias a la serie. 
En el episodio, Xena y Gabrielle son llevadas a la tierra de Ilusia, donde tienen que unirse para salir vivas y dejar aparcados los problemas entre ellas. Callisto, la mayor enemiga de ambas, es su guía en Ilusia, ayudada por Ares y Joxer. Durante el episodio se enfrentan a los problemas que las habían separado y desarrollan vínculos afectivos aún más fuertes.

## Argumento
Después de que Hope, la hija de Gabrielle, matara a Solan, el hijo de Xena, ambas se pelean y se distancian. Aunque Gabrielle se da cuenta en último instante de que su hija es malvada y diabólica, Xena aún culpa a Gabrielle de la muerte de su hijo, mientras que Gabrielle culpa a Xena por haber tenido que matar a su hija. 
Al comienzo del episodio ambas han llegado al punto de que solo la muerte de la otra satisfaría sus deseos de venganza. Xena ataca y trata de matar a Gabrielle, cuando, en el último momento, su plan es frustrado y ambas son llevadas a la tierra de Ilusia. Después de que despierten totalmente desnudas y consigan nuevas ropas, sus enemigos tratan inmediatamente de poner a la una en contra de la otra.
El concepto de Ilusia en realidad no se explica nunca. Sin embargo, en una entrevista, el productor ejecutivo Steven L. Sears, reveló que Solan fue el creador de Ilusia. Aleph es la guía a través del país mágico, pero el episodio entero parece ser un deus ex machina para unir a las dos protagonistas cuando nada más podía hacerlo. Durante todo el episodio, las dos son forzadas a darse cuenta de lo que las hizo pelearse, y que es realmente importante para ellas. Al final del capítulo, se dan cuenta de que lo único que las separa es el odio, y de que ellas se quieren de verdad y sacrificarían sus vidas por salvar a la otra.

## Producción
The Bitter Suite fue rodado entre septiembre y octubre de 1997 en Nueva Zelanda. Algunos actores del episodio anterior volvieron a este: Hudson Leick como Callisto, Danielle Cormack como Ephiny y David Taylor como Solan. Para este episodio también volvieron otros actores de la serie como Ted Raimi (Joxer), Kevin Smith (Ares), Willa O'Neill (Lila), Karl Urban (César), Marton Csokas (Khrafstar) y Daniel Sing (Ming T'ien). El productor ejecutivo de la serie, Robert Tapert, iba a dirigir originalmente el episodio, pero se retiró en el último minuto por complicaciones en la serie Hercules: The Legendary Journeys. Kevin Smith no pudo ensayar la secuencia del tango con Lucy Lawless (Xena) porque ella se lesionó cuando montaba a caballo. Kevin tuvo que ensayar con un profesor de baile más bajo que Lucy. En una semana, Lucy se mejoró; con ella, Kevin Smith pudo bailar mejor debido a su altura. Las canciones de Hudson Leick fueron cantadas por la estrella del cine y de Broadway, Michelle Nicastro, aunque Leick narró algunos textos del libro The Book of Tokens, de Paul Foster Case, para abrir el segmento musical del episodio. Las canciones de Renée O'Connor fueron dobladas por la cantante de Broadway, Susan Wood. Lucy Lawless, Kevin Smith, Ted Raimi y Willa O'Neill cantaron ellos mismos sus canciones.

Willa O'Neill estuvo en la Panathenaea Convention en Londres (Reino Unido) el 2 de septiembre de 2000, donde mencionó que fue ella misma quien cantó sus canciones en el episodio. Explicó que tuvo que hacer una audición para Joseph LoDuca en Detroit por teléfono. Luego, cuando grabaron las canciones, cantaron en un estudio de sonido de Nueva Zelanda, pero la grabación definitiva fue hecha en Detroit. Después de grabar las canciones, rodaron el episodio haciendo playback. A Willa O'Neill le pareció extraño escuchar su voz cantando durante la filmación. El vestuario de The Bitter Suite está basado en las cartas del tarot (concretamente en el  Tarot de Rider-Waite-Smith). El de Callisto está inspirado en El Loco y La Justicia, el de Gabrielle en La Emperatriz y La Fuerza, el de Xena en La Muerte y La Sacerdotisa, el de Ares en El Emperador y el de Joxer en El Colgado y El Ermitaño. Así mismo, algunas escenas recuerdan a La Rueda de la Fortuna, El Carro y La Casa de Dios.

## Banda sonora
Universal Music lanzó el 1 de marzo de 1998 la banda sonora del episodio, la cual contiene las siguientes canciones:
1. The Sweat Hut / Slapped Out Of It/Xena's In Town
2. Horrible Drag / On The Edge / Song Of The Fool
3. What's Still Unwritten... (Song Of Illusia) / Little Ditties / Into The Chandra / Joxer The Mighty...
4. War And Peace / Gab Is Stabbed
5. Melt Into Me / Let Go
6. Dead? / Hearts Are Hurting (parte 1)
7. The Deliverer
8. Hate Is the Star (Son Of The Torment) / Hearts Are Hurting (parte 2)
9. The Way Out / The Love Of Your Love / Passing Through